# Miriam Pritchard
Pour les articles homonymes, voir Pritchard.
Miriam Pritchard est une joueuse de hockey sur gazon britannique. Elle évolue au poste de gardien de but à Hampstead & Westminster et avec les équipes nationales anglaise et britannique,.

## Biographie
Miriam est née le 21 décembre 1998 en Angleterre.

## Carrière
- Elle a fait ses débuts en équipe nationale anglaise en 2017.
- Elle a fait ses débuts en équipe nationale britannique en 2020.

## Palmarès
- : 3e à l'Euro U21 2017.